# Barra do Quaraí
Quaraí est une ville brésilienne du Sud-Ouest de l'État du Rio Grande do Sul, faisant partie de la microrégion Campanha occidentale et située à 708 km à l'ouest de Porto Alegre, capitale de l'État. Elle se situe à une latitude de 30° 12′ 30″ sud et à une longitude de 57° 33′ 00″ ouest, à une altitude de 35 mètres. Sa population était estimée à 3 777, pour une superficie de 1 056 km2.
Elle est séparée du département d'Artigas (ville de Bella Unión), en Uruguay, par le rio Quaraí et de la province de Corrientes, en Argentine par le rio Uruguai.

## Ville voisine
- Uruguaiana